# Locika indická
Locika indická (Lactuca indica) je listová zelenina pěstovaná v Číně, jižním Japonsku a v Indonésii. Varieta Lactuca indica var. laciniata se mimoto pěstuje i v Koreji a na Tchaj-wanu. V angličtině bývá locika indická označována jako Indian lettuce. V jihovýchodní Asii se konzumuje hlavně jako zelenina, ale používá se i jako léčivá rostlina.

## Popis
Locika indická je víceletá oboupohlavní rostlina, která je opylována hmyzem. Roste především na lehčích písčitých a hlinitopísčitých půdách. Vyžaduje dobře odvodněné, neutrální a zásadité (alkalické) půdy. Má raději nestíněné než polostíněné polohy.